# Alice (film 1988)
Alice (Něco z Alenky), anche conosciuto come Qualcosa di Alice o Qualcosa da Alice (dalla traduzione del titolo originale), è un film surrealista a tecnica mista cecoslovacco del 1988 diretto da Jan Švankmajer. 
Rivisita le storie classiche di Lewis Carroll (Le avventure di Alice nel Paese delle Meraviglie e Attraverso lo specchio e quel che Alice vi trovò) con uno stile originale: mentre i romanzi sono bizzarri e leggeri, Alice appare come un ritratto più oscuro e desolato della saga del Paese delle Meraviglie. 
Il ruolo di Alice è affidato a Kristýna Kohoutová.

## Trama
In questa reinterpretazione di Alice permane un'ambiguità di fondo sull'appartenenza della protagonista al mondo reale o quello fantastico e su quando si compia il "salto" nel Paese delle Meraviglie.
All'inizio del film Alice sembra essere nella propria camera, quando un grosso coniglio impagliato prende vita e fugge dalla teca in cui era. Alice lo segue in un grande campo senza vegetazione e, entrando dal cassetto di un tavolo, arriva in una caverna che porta a un ascensore lunghissimo (la discesa dura diversi minuti e pare infinita). Il Paese delle Meraviglie è un continuo alternarsi di aree ed elementi familiari che però appaiono in maniera illogica e sproporzionata. I suoi abitanti sono spesso strane misture di oggetti e animali morti, come un letto con le gambe d'uccello, o una lucertola impagliata con gli occhi di vetro.
Sono presenti anche alcuni personaggi dell'originale Alice nel Paese delle Meraviglie, ma compaiono con forme inquietanti: ad esempio il Cappellaio Matto è uno schiaccianoci di legno, la Lepre Marzolina è un coniglio giocattolo con la carica a molla ed il Bruco (Brucaliffo) è un calzino con gli occhi di vetro e una dentiera. Allo stesso modo diverse sequenze tratte dalla storia originale, come l'ingrandimento e il rimpicciolimento di Alice attraverso cibo o bevande inusuali, o le scene in cui i bambini che piangono diventano maiali, sono ritratte con forme inconsuete. Ad esempio, quando Alice diventa piccola, si trasforma in una bambola con vestiti e capelli che somigliano ai suoi.
Il film contiene anche delle sequenze non presenti nel romanzo a cui è ispirato. In una di queste Alice è intrappolata dentro un sarcofago a forma di bambola e rinchiusa in una dispensa, dalla quale riuscirà presto a liberarsi.
Alla fine del film, rimane enigmatica l'entità di ciò che è accaduto e lo spettatore resta privo di elementi per giudicare se si trattasse di realtà o se Alice stia ancora sognando.
Le immagini sono spesso descritte come grottesche, perverse o disturbanti, pur non essendo mai ributtanti. Ad apparire più spesso sono il Bianconiglio, impagliato e col ventre squarciato da cui esce segatura che prontamente mangia di nuovo e teschi di vari animali e fette di carne che si muovono morbosamente. Ricorrenti sono anche forbici e coltelli casalinghi che spesso costituiscono in maniera sorprendente i personaggi del film.

## Edizioni home video
L'edizione DVD per gli Stati Uniti d'America e il Canada è stata pubblicata l'11 aprile 2000 da First Run Features. La stessa casa di distribuzione ha poi reso disponibile la versione DVD per tutte le regioni a partire dal 23 maggio 2011. Il Blu-ray è stato pubblicato il 23 maggio 2011 dalla casa di distribuzione del British Film Institute. 
Dal 7 marzo 2012 la versione DVD è disponibile in Italia edita da Raro Video.

## Premi e riconoscimenti
- Festival internazionale del film d'animazione di Annecy
  - 1989: - Miglior lungometraggio